# Johannes de Graaff

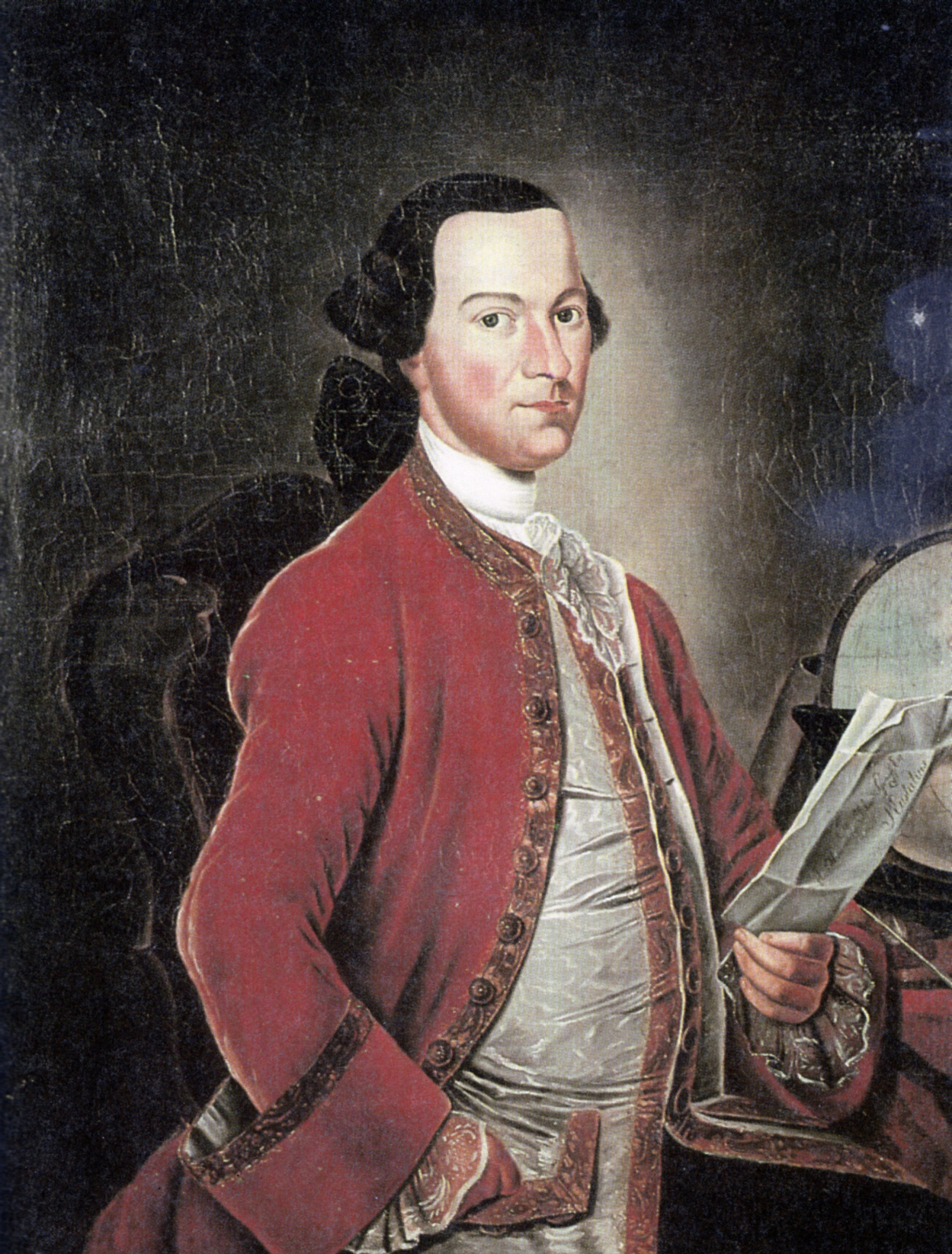
Johannes de Graaff

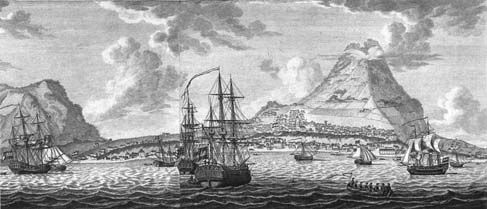
Der Hafen von Sint Eustatius

Johannes de Graaff (* 1729 auf Sint Eustatius; † 1813 ebenda), auch Johannes oder Johannis de Graeff, war Gouverneur von Sint Eustatius, einer Insel der ehemaligen Niederländischen Antillen.

## Leben
De Graaff war der Sohn von Simon de Graaff, einem Angehörigen des Rates von Sint Eustatius. Seine Erziehung erhielt Johannes de Graaff in den Niederlanden. Nach seiner Rückkehr heiratete er Maria Heyliger, die Tochter des amtierenden Gouverneurs Abraham Heyliger.
Nachdem er zunächst als Kommandant der benachbarten Insel Sint Maarten und dann als Sekretär der Verwaltung von Sint Eustatius diente, erhielt de Graaff nach dem Tod seines Schwiegervaters am 5. September 1776 den Gouverneursposten.

## Andrew-Doria-Vorfall
Nach Beginn der Erhebung der Dreizehn Kolonien gegen Großbritannien wurde Sint Eustatius zum wichtigen Handelsplatz, da die aufständischen Kolonisten hier ungehindert dringend benötigtes Kriegsmaterial erwerben konnten. Die Kaufleute und Reeder der Insel (von denen de Graaff der reichste war) profitierten in erheblichem Maße von dem Konflikt in Nordamerika; entsprechend gerne gesehen waren Schiffe aus den rebellierenden Kolonien. Am 16. November 1776 ließ Johannes de Graaff die aus New Jersey eintreffende Brigantine Andrew Doria, ein zweimastiges Kriegsschiff, das unter der Flagge des Kontinentalkongresses segelte, und das eine Abschrift der Unabhängigkeitserklärung für den Gouverneur an Bord hatte, mit Salutschüssen willkommen heißen. Da die Begrüßung mit Geschützsalut Kriegsschiffen souveräner Staaten vorbehalten war, bedeutete diese Geste die erste förmliche Anerkennung der Vereinigten Staaten durch den Vertreter einer europäischen Macht.
Die britische Regierung fasste den Salut als gezielte Beleidigung und Provokation auf, protestierte mehrfach auf diplomatischem Weg und forderte die Bestrafung des Gouverneurs. Die Generalstaaten beriefen schließlich de Graaff 1778 zu einer Anhörung nach Amsterdam, wo er von einem Ausschuss der Westindien-Kompanie befragt wurde. Das Ergebnis der Untersuchung war, dass de Graaff korrekt gehandelt und sich keiner Verfehlung schuldig gemacht hatte. Sämtliche britischen Forderungen nach Bestrafung und Amtsenthebung wurden zurückgewiesen.

## Krieg mit Großbritannien
1779 kehrte de Graaff wieder nach Sint Eustatius zurück. In der Folgezeit nahm der Handel mit den Vereinigten Staaten erheblich zu, da die pro-amerikanische Haltung des Gouverneurs und der – offiziell neutralen – Generalstaaten bekannt wurde.
Diese Haltung trug auch dazu bei, dass Großbritannien den Niederlanden am 20. Dezember 1780 den Krieg erklärte. Am 3. Februar 1781 erschien ein britisches Geschwader unter Admiral Rodney vor Sint Eustatius; er ließ 3000 Mann anlanden und dem Gouverneur die Aufforderung überbringen, binnen einer Stunde zu kapitulieren. Da de Graaff über keine nennenswerten Streitkräfte verfügte, übergab er Rodney die Insel kampflos. De Graaff, der sich durch den Salut für die Andrew Doria den besonderen Unwillen der britischen Regierung zugezogen hatte, wurde als Gefangener mit seiner Familie nach London gebracht; seine Plantagen ließ der Admiral beschlagnahmen.

## Rückkehr nach Sint Eustatius
Nachdem Frankreich Sint Eustatius bereits im November 1781 von den Briten eroberte, wurde die Insel 1784 wieder den Niederlanden übergeben. Johannes de Graaff kehrte als Privatmann zurück und nahm seine Geschäfte mit Erfolg wieder auf. Er verstarb 1813 als Mann von großem Reichtum.